# KOI-256
KOI 256 – układ podwójny złożony z białego i czerwonego karła położony w gwiazdozbiorze Łabędzia i oddalony o 1828 lat świetlnych od Ziemi. Układ był początkowo nieprawidłowo zidentyfikowany jako pozasłoneczny system planetarny.

## Nazwa i odkrycie
Akronim „KOI” pochodzi od nazwy Kepler Object of Interest i oznacza, że obiekt został skatalogowany przez Kosmiczny Teleskop Keplera w ramach programu poszukującego planet pozasłonecznych metodą tranzytową. Liczba „256” to numer kolejny obiektu.
Obiekt, podobnie jak inne obiekty KOI, zwrócił na siebie uwagę poprzez regularne zmiany w jego jasności, co sugerowało, że obiega go jedna lub więcej planet. Różnice w jasności czerwonego karła są bardzo niewielkie, zostały obrazowo porównane do zmiany jasności odległej o trzy tysiące kilometrów żarówki, na której usiadła mucha.

## Charakterystyka
Pierwsze obserwacje wskazywały, że centralną gwiazdą pozasłonecznego układu planetarnego był czerwony karzeł o masie 0,65 M☉, promieniu 1,1 R☉ i temperaturze 3639 K, położony w gwiazdozbiorze Łabędzia i oddalony o 1828 lat świetlnych od Ziemi. Analizując charakterystyczne, regularne zmiany jasności gwiazdy początkowo uważano, że orbituje wokół niej gazowy olbrzym o bardzo dużym promieniu wynoszącym 25,34 promienia Ziemi. Dodatkowe obserwacje silnie sugerowały, że poruszająca się wokół gwiazdy planeta pozasłoneczna jest jednak mniejsza i jej promień wynosi 5,60 promienia Ziemi, co czyniłoby z niej bardzo typowego przedstawiciela gazowych olbrzymów takich jak Jowisz.
„Odkryta” w taki sposób planeta otrzymała oznaczenie KOI 256b, ale jej istnienie nie zostało jeszcze całkowicie potwierdzone.  Dokonano ponownych pomiarów gwiazdy, tym razem wykorzystując do tego naziemny teleskop w Obserwatorium Palomar, aby potwierdzić istnienie planety dzięki wykorzystaniu efektu Dopplera i pomiarów astrometrycznych. Wyniki obserwacji wykazały, że gwiazda „chybocze” się bardziej, niż gdyby obiegała ją planeta o stosunkowo małej masie w porównaniu z jej gwiazdą centralną i w rzeczywistości jest to układ podwójny składający się z czerwonego i białego karła. Obiekty obiegają wspólny środek ciężkości co 1,37865 ± 0,00001 dnia i oddalone są od siebie o 0,0250 ± 0,0018 j.a.
Dodatkowe obserwacje za pomocą teleskopu kosmicznego Galaxy Evolution Explorer pokazały, że czerwony karzeł wizualnie zwiększa jasność, kiedy z punktu widzenia Ziemi jest zasłonięty przez białego karła, ale pozornie zmniejsza jasność, kiedy biały karzeł jest niewidoczny po jego drugiej stronie. Te pozornie sprzeczne z intuicją wyniki obserwacyjne powstały w wyniku mikrosoczewkowania grawitacyjnego. Biały karzeł jest niewielkim obiektem o bardzo dużej gęstości, który w znacznej mierze zniekształca pobliską czasoprzestrzeń. Kiedy z punktu widzenia Ziemi znajduje się pomiędzy Ziemią a czerwonym karłem, jego bardzo silne pole grawitacyjne ogniskuje emitowane przez czerwonego karła światło i pozornie zwiększa jasność czerwonego karła. Promień Einsteina białego karła (promień pierścienia Einsteina) wynosi 0,00473 ± 0,00055 R☉.
Kiedy biały karzeł znajduje się po drugiej stronie czerwonego karła z Ziemi widziana jest jego normalna jasność, pozornie mniejsza niż ta wzmocniona przez orbitującego go białego karła. Zdaniem naukowców, którzy wyjaśnili ten mechanizm, mógł być on odkryty tylko przez niezwykle czuły teleskop Keplera.